# Northern Kabuntalan
Northern Kabuntalan is een gemeente in de Filipijnse provincie Maguindanao op het eiland Mindanao. De gemeente telt 14251 inwoners (2010) en heeft een dichtheid van 130 inwoners per km². 

## Geschiedenis
Op 30 december 2006 werd middels een volksraadpleging besloten dat 11 barangays afgesplitst zouden worden van de gemeente Kabuntalan en verder zouden gaan als de gemeente Northern Kabuntalan

## Geografie

### Bestuurlijke indeling
Northern Kabuntalan is onderverdeeld in de volgende 11 barangays:
| - Balong - Damatog - Gayonga - Guiawa - Indatuan - Kapimpilan | - Libungan - Montay - Paulino Labio - Sabaken - Tumaguinting |

Ampatuan · Barira · Buldon · Buluan · Cotabato City · Datu Abdullah Sangki · Datu Anggal Midtimbang · Datu Blah T. Sinsuat · Datu Hoffer Ampatuan · Datu Odin Sinsuat · Datu Paglas · Datu Piang · Datu Salibo · Datu Saudi-Ampatuan · Datu Unsay · Gen. S.K. Pendatun · Guindulungan · Kabuntalan · Mamasapano · Mangudadatu · Matanog · Northern Kabuntalan · Pagagawan · Pagalungan · Paglat · Pandag · Parang · Rajah Buayan · Shariff Aguak · Shariff Saydona Mustapha · South Upi · Sultan Kudarat · Sultan Mastura · Sultan sa Barongis · Talayan · Talitay · Upi